# Báo giá bằng tiền mặt
Báo giá bằng tiền mặt (hoặc QTC hoặc Q2C) là một thuật ngữ công nghệ thông tin để tích hợp và quản lý tự động các quy trình kinh doanh từ đầu đến cuối ở bên bán:
- Cấu hình sản phẩm (hoặc dịch vụ)
- Giá cả
- Báo giá tạo cho khách hàng tiềm năng hoặc khách hàng hoặc đối tác kênh và đàm phán của nó
- Vòng đời hợp đồng và quản lý đơn hàng
- Hóa đơn
- Hóa đơn thanh toán.[1]